# Крісло Гогена
«Крісло Гогена» (нід. De stoel van Gauguin) — картина нідерландського художника Вінсента ван Гога, написана 1888 року.

## Історія створення

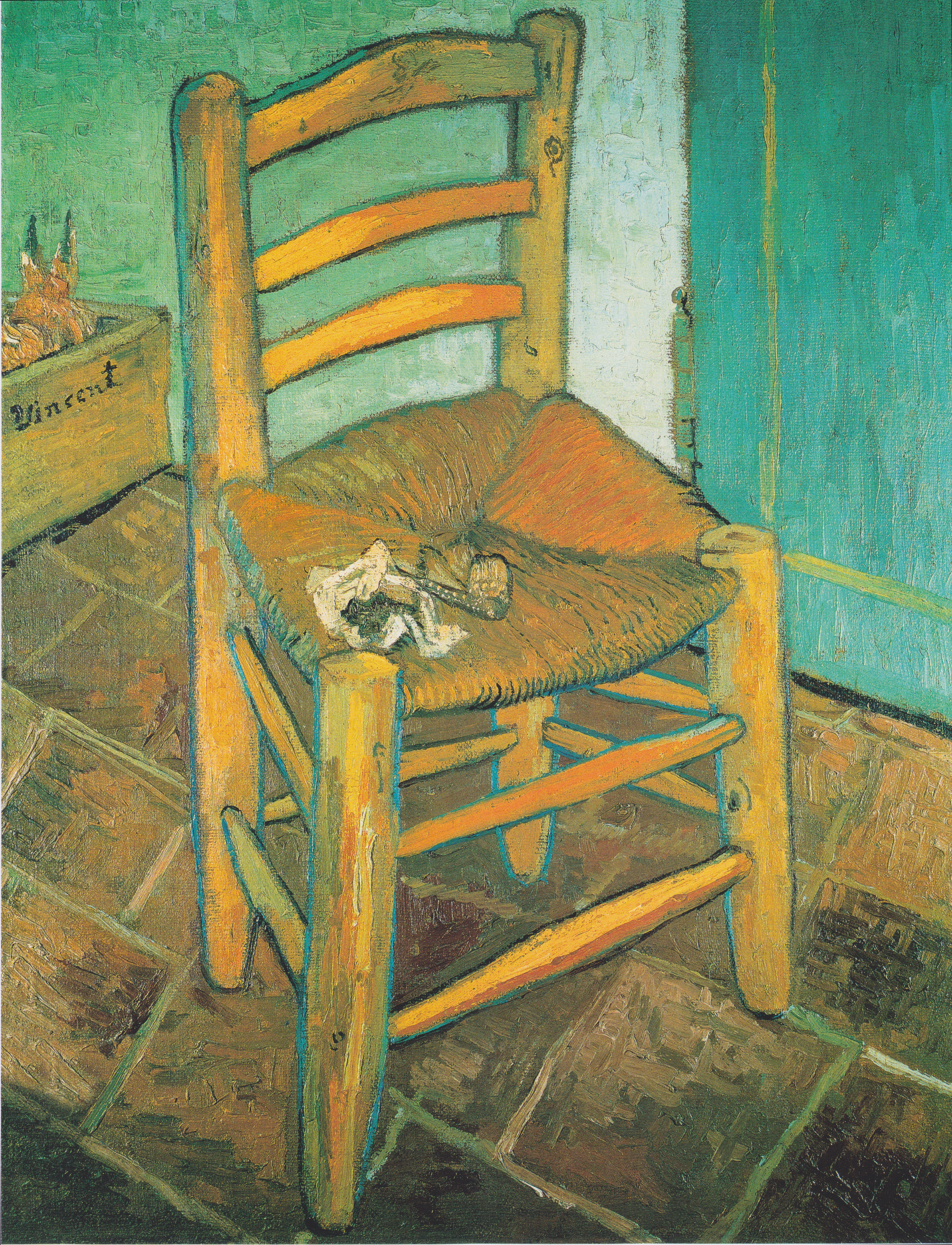
«Стілець Вінсента з люлькою»

Французький художник Поль Гоген, який був близьким другом і колегою Ван Гога, приїхав в Арль наприкінці жовтня 1888 року. Вінсент був дуже радий його приїзду. Приблизно два місяці художники жили в будинку на вулиці Ламартін (див. Жовтий будинок).
Перші дев'ять тижнів пройшли мирно: Гоген навчав ван Гога техніці письма «по пам'яті», Вінсент зображував їх двох у вигляді стільців. Цю картину Ван Гог написав наприкінці листопада 1888 року. Він хотів показати, що саме такі порожні стільці часто служать персоніфікацією власників. Приблизно в той же час він написав ще картину «Стілець Вінсента з люлькою», яка вважається доповненням до картини «Крісло Гогена». Ця картина знаходиться в Національній галереї Лондона. Символічно Ван Гог бажав передати через ці полотна те, наскільки у двох художників були різні характери.